# Aldringham cum Thorpe
Aldringham cum Thorpe – civil parish w Anglii, w Suffolk, w dystrykcie East Suffolk. W 2011 civil parish liczyła 759 mieszkańców. W obszar civil parish wchodzą także Aldringham i Thorpeness.